# Стадник, Леонид Степанович
Леони́д Степа́нович Ста́дник (укр. Леонід Степанович Стадник; 5 августа 1970, село Подолянцы, Чудновский район, Житомирская область — 24 августа 2014, там же) — один из самых высоких людей среди живших на Земле. По некоторым данным, его рост составлял 253 сантиметра, масса тела — 200 кг. До 2003 года как выпускник Житомирского сельскохозяйственного института работал ветеринаром-хирургом. Был инвалидом І группы.

## Биография
Начал усилено расти после операции на головном мозге в 12-летнем возрасте; развилась опухоль гипофиза, что привело к акромегалии.
Долгое время Леонид Стадник отказывался от официальных измерений представителей Книги рекордов Гиннесса, но в августе 2007 года он всё же заменил в Книге предыдущего обладателя рекорда роста, уроженца Китая (Внутренняя Монголия) Бао Сишуня.
Однако в августе 2008 года Книга рекордов Гиннесса возвратила Бао Сишуню звание самого высокого человека в мире после того, как Стадник отказался быть измеренным независимыми судьями, согласно новым принципам Книги рекордов. Свой отказ Леонид Стадник объяснил нежеланием славы и шумихи вокруг своего имени. На протяжении последних лет он рос на 2-3 сантиметра в год и можно предположить, что к концу жизни его рост был 265—275 см, однако это лишь предположение.
Как у многих акромегалов, у него были проблемы с перемещением по дому, и он был вынужден ходить с опорой. Группа украинских бизнесменов подарила ему спутниковую антенну и компьютер с выходом в интернет. Его принимал президент Виктор Ющенко. В апреле 2008 года Ющенко вручил Стаднику машину «Шевроле».
Леонид Стадник отказался от повторных официальных измерений, и в сентябре 2009 года утратил статус самого высокого человека в мире. Тогда как 26-летний турок Султан Кёсен, рост которого 251 см, прошёл официальные измерения и стал самым высоким официально зарегистрированным человеком на планете.
Умер 24 августа 2014 года в возрасте 44 лет в родном селе, причина смерти — кровоизлияние в гормонопродуцирующую опухоль гипофиза головного мозга. Был похоронен 26 августа на сельском кладбище.

## Семья
- Мать — Галина Павловна Стадник
- Старшая сестра — Лариса[3]